# Keminmaa
Keminmaa [ˈkɛminmɑː] ist eine Gemeinde im finnischen Teil von Lappland. Sie umfasst das Umland der Stadt Kemi. Zur Gemeinde zählen die Orte Alapaakkola, Maula, Itäkoski, Hirmula, Ilmola, Laurila, Koroiskylä, Lautiosaari und Liedakkala.

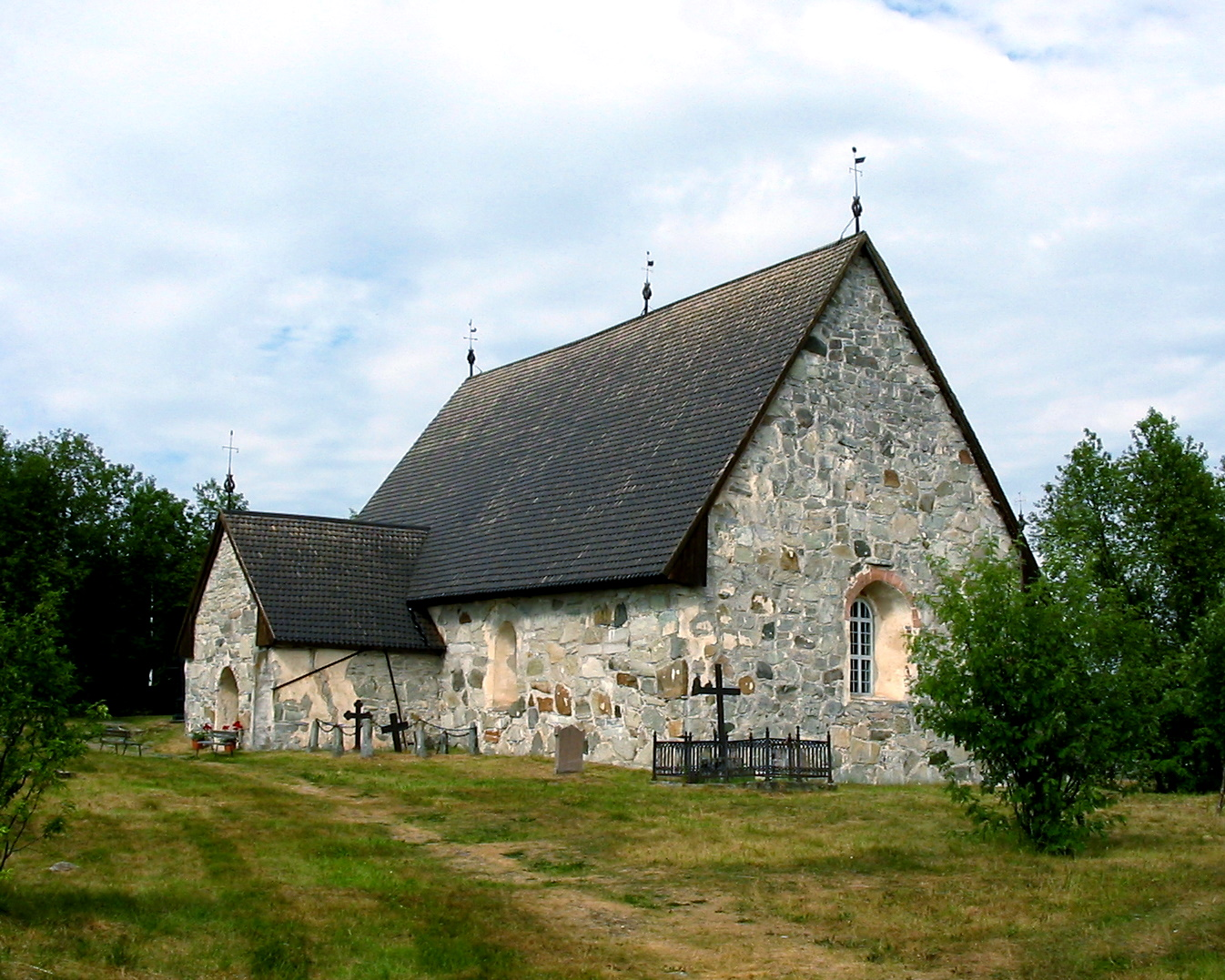
Die Alte Kirche von Keminmaa

Das heutige Keminmaa ist der historische Kern der Stadt Kemi und war bis in die frühe Neuzeit die bedeutendste Siedlung Lapplands. Die 1551–53 erbaute Alte Kirche ist dem Erzengel Michael geweiht. Neben der nicht mehr in ihrer ursprünglichen Form erhaltenen Kirche von Alatornio ist sie die älteste Kirche Lapplands und die nördlichste der mittelalterlichen Steinkirchen Finnlands. In ihr ist der mumifizierte Leichnam des 1629 verblichenen Pfarrers Nikolaus Rungius zu besichtigen. Die neoklassizistische „Neue Kirche“ wurde von Zar Alexander I. gestiftet; der Bau des Architekten Carl Ludwig Engel wurde 1827 fertiggestellt.
Wegen des anhaltenden nacheiszeitlichen Kontinentalhubs war der an der Mündung des Flusses Kemijoki gelegene Hafen Kemis im 19. Jahrhundert kaum noch schiffbar. 1869 wurde die Stadt einige Kilometer flussabwärts an das offene Meer verlegt; die meisten Bewohner zogen in die neu gegründete Stadt Kemi, die verbliebenen schlossen sich in der Landgemeinde Kemi (Kemin maalaiskunta) zusammen; 1979 wurde ihr Name offiziell zu Keminmaa geändert.

## Wappen
Beschreibung: In Rot ein gebogener silberner Fisch mit gleichgefärbten Vorhängeschloss im Maul.

## Politik
Wie allgemein in den ländlichen Gegenden Nordfinnlands ist auch in Keminmaa die Zentrumspartei die stärkste politische Kraft. Bei der Kommunalwahl 2008 verfehlte sie die absolute Mehrheit knapp und stellt im Gemeinderat, der höchsten Entscheidungsinstanz bei lokalen Angelegenheiten, 17 von 35 Abgeordneten. Zweitstärkste Kraft ist das Linksbündnis, das wie allgemein in Lappland überproportional stark vertreten ist. Es konnte 22,4 % der Stimmen auf sich vereinen und hat acht Sitze im Gemeinderat inne. Die Sozialdemokraten und die Nationale Sammlungspartei spielen, obgleich landesweit zu den drei großen Parteien gehörend, in Keminmaa mit einstelligen Wahlergebnissen und jeweils zwei Abgeordneten im Gemeinderat kaum eine Rolle. Mit sechs Mandaten zog die örtliche Wählerliste Keminmaalaisten Parhaaksi („Zum Wohle der Menschen aus Keminmaa“) in den Gemeinderat ein.
| Partei                    | Wahlergebnis 2008 | Sitze |
| ------------------------- | ----------------- | ----- |
| Zentrumspartei            | 47,9 %            | 17    |
| Linksbündnis              | 22,4 %            | 8     |
| Keminmaalaisten Parhaaksi | 16,3 %            | 6     |
| Sozialdemokraten          | 7,0 %             | 2     |
| Nationale Sammlungspartei | 4,8 %             | 2     |

## Söhne und Töchter der Gemeinde
- Juha Riihijärvi (* 1969), Eishockeyspieler
- Peter Franzén (* 1971), Schauspieler und Schriftsteller
- Hannu Tihinen (* 1976), Fußballspieler
- Ville Miettunen (* 1992), Freestyle-Skier